# Caspar Leuning Borch
Caspar Leuning Borch, född 4 juni 1853, död 9 februari 1910, var en dansk arkitekt.
Borch bidrog genom byggnadsverk, bland annat bostadshus och villor i Köpenhamn och Vedbæck, liksom genom möbelritningar och genom rådgivande verksamhet till utvecklingen av den danska formgivningen runt förra sekelskiftet.